# Christ Church, Barbados
Christ Church là một xã của Barbados tại khu vực cuối phía nam của hòn đảo. Đô thị chính của Christ Church là Oistins, một trung tâm ngư nghiệp.
Khu vực nổi bật của xã này là Saint Lawrence Gap, thường viết tắt là "The Gap", là điểm du lịch sinh động nhất đảo với nhiều địa điểm giải trí.

## Các xã giáp ranh
- Saint George - Bắc
- Saint Michael - Tây
- Saint Philip - Đông

13°05′B 59°32′T / 13,083°B 59,533°T